# Rue de la Charronnerie
La rue de la Charronnerie est une voie de communication de Saint-Denis.

## Situation et accès
Cette rue orientée nord-sud commence son tracé boulevard Carnot et se termine rue de la République, sans croiser aucune autre voie de communication. Elle est desservie par la gare de Saint-Denis.

## Origine du nom

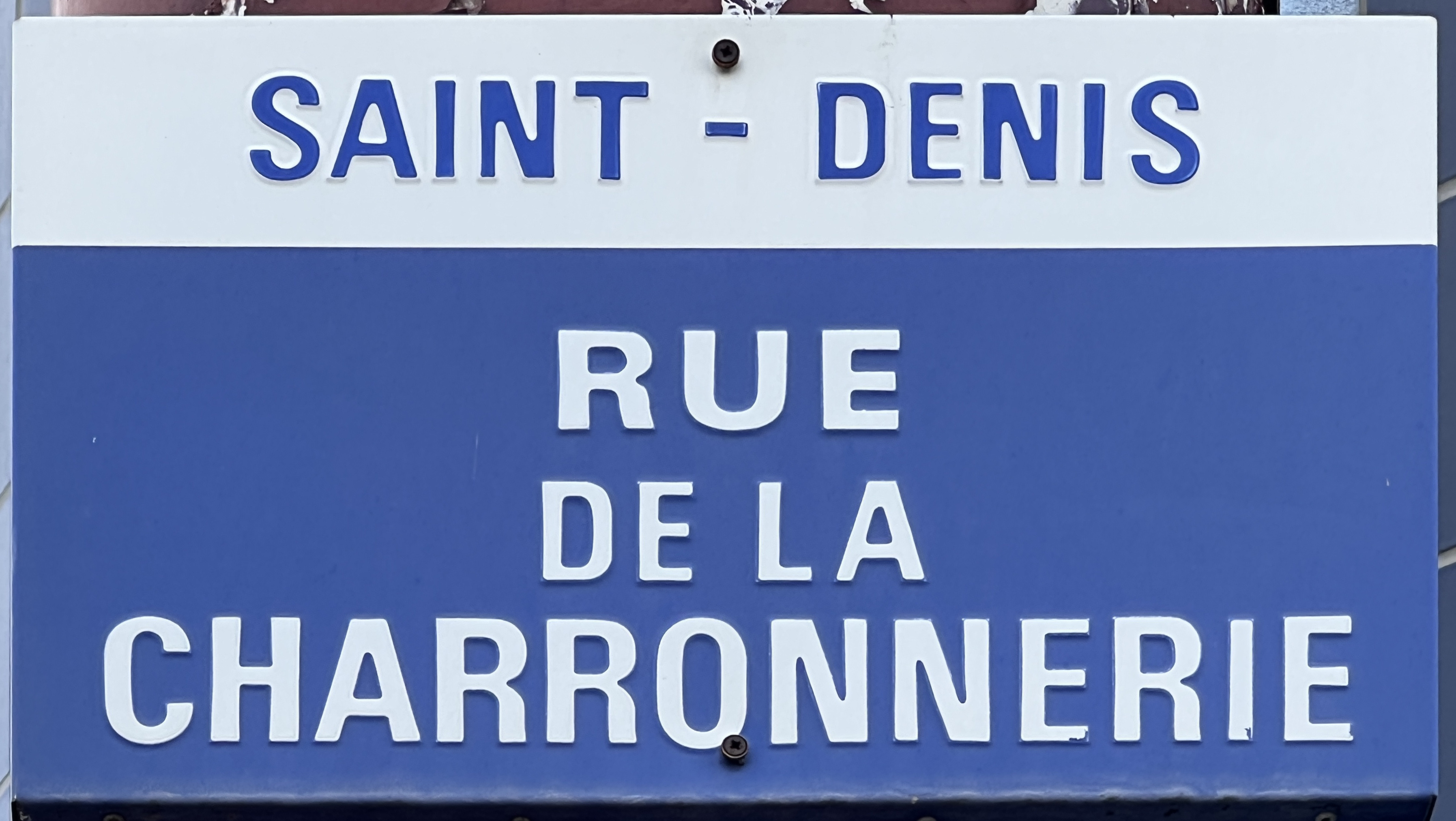
Plaque « Rue de la Charronnerie ».

Elle doit son nom aux charrons qui y étaient installés. Elle en était le centre de l'industrie locale.

## Historique

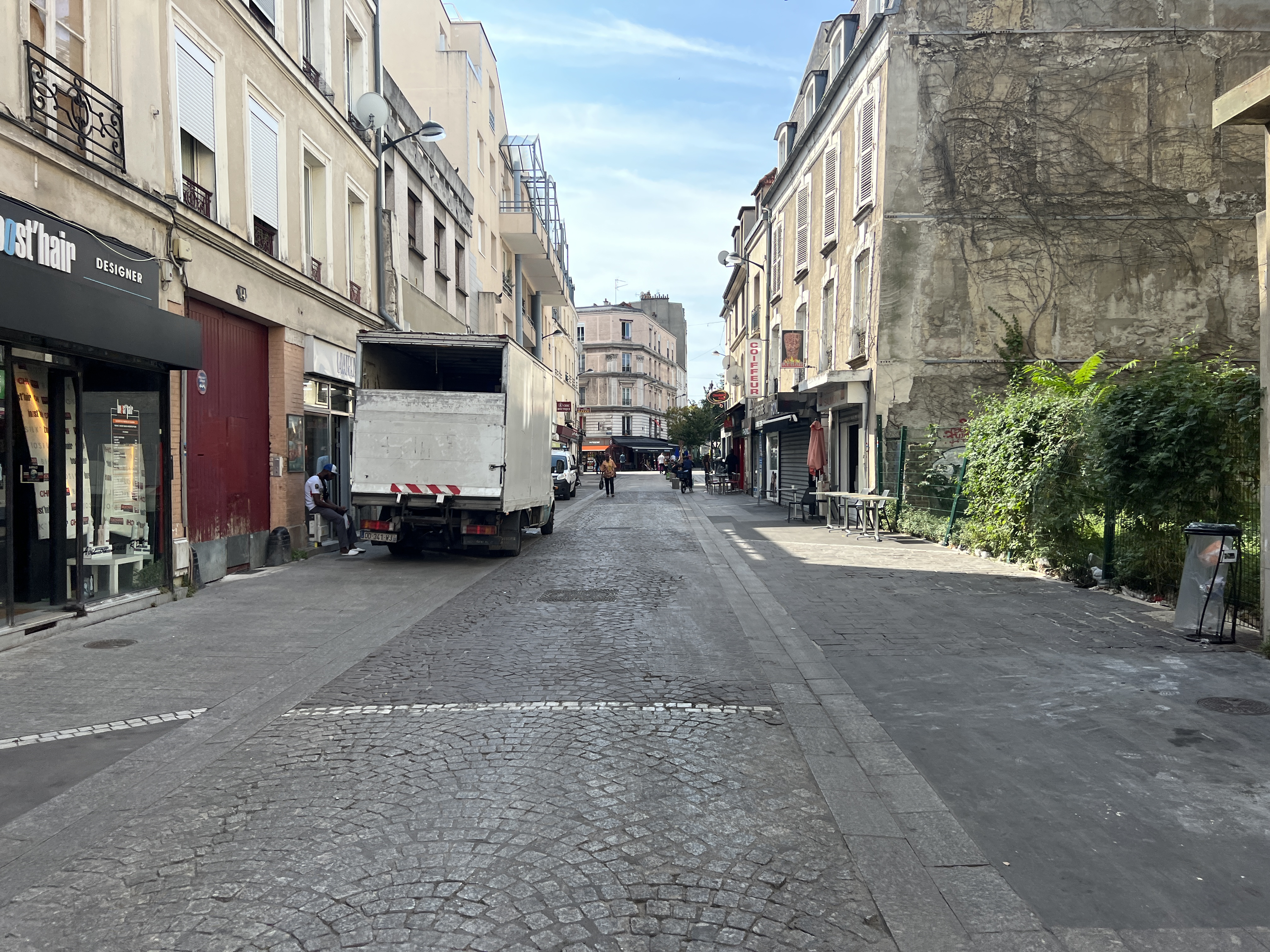
Rue de la Charronnerie, 2022.

En 1270, la voie publique de l'Estrée est clairement identifiée avec cette rue.
Elle porte son nom actuel depuis le XVIe siècle au moins.
D'après des travaux effectuées au début du XIXe siècle, son tracé suit celui du cardo, la route antique nord-sud. Selon la chronique Gesta Dagoberti, Saint-Denis de Paris aurait été inhumé par Catulla, une femme gallo-romaine, près de la rue de la Charronnerie prolongée par la rue Catulienne.
On disait qu'à la jonction de ces deux rues, était encore au XIXe siècle, un vestige de la tombe du saint.